# 华佗
華佗（145年—208年），字元化，名旉（讀音同「敷」），沛国谯县（今安徽亳州市）人，东汉末年的方士、醫師。華佗與董奉和張仲景被并稱為“建安三神醫”。与扁鹊、张仲景及李时珍并称中國古代四大名医。

## 生平
華佗早年遊學徐州，兼通數部經書。沛國相陳舉其為孝廉，太尉黃琬也征辟他，他都不为所动。于鄉村行醫因醫術精湛名氣漸大因而求醫之人甚众。
廣陵太守陳登因喜食魚膾（生鱼片），胃中有大量寄生虫而重病。虽经華佗医治痊癒，但華佗提醒他此病三年後會復發，需要有良醫在場才能救治。三年後陳登的疾病果然復發，此時華佗不在，陳登於是病死。
《後漢書》及《三國志》二書都說華佗年近六十，但亦保持壯容，《後漢書》甚至說“時人以為仙”。
曹操頭風病嚴重，時常頭痛欲裂，聽聞華佗醫術了得，特地把他召來看病。華佗施針替曹操舒緩病情，但告訴曹操其疾病難以根治，曹操於是留下華佗為專門為自己看病。但華佗本為士人，為人性格孤傲又脾氣不好，因此把從醫為業視作恥辱並常感懊悔，加上離家太久思念親人，便向曹操推說得到家書，順道回家取回藥方。華佗回家後又託詞妻子患病，多次向曹操告假不返。曹操屢次發書信召華佗，又要求郡縣長官將之遣回，但華佗自恃才能，不肯回去事奉曹操。曹操大怒，派人查訪後發現華佗之妻詐病，便將華佗禁锢獄中。荀彧向曹操求情，曹操不許。華佗最終受嚴刑拷問而死。
華佗在臨死前把一卷醫書贈給獄卒。可是獄卒因懼怕獲罪而不敢接受，華佗也不強求，取得火種將它燒毀。在他死後不久，曹操因兒子曹沖病重身故，後悔當初不應該殺害華佗。
華佗有弟子吳普與樊阿頗得真傳；樊阿更善於針灸以華佗所教的「漆葉青黏散」保身年亦高達百多歲而頭髮不白，但已失傳。
《隋書·經籍志》中記載有《华佗方》十卷、《华佗内事》五卷、《华佗观形察色并三部脉经》一卷、《华佗枕中炙刺经》一卷。

## 医术
华佗一生行醫濟世，精通內科、外科、婦科、兒科、針灸等。特點是用藥少，只用幾味藥而已；執藥隨手抓出，不用稱量。針灸也只是針一兩處。下針前對病人說：「當引某許，若至，語人」（針感會到某個部位，若你感覺到了就告訴我），病人說：「已到」，便拔針，不久病便會好。
如針藥都不能醫治，就給病人用酒服麻沸散，飲後有如麻醉，然後施手術，再縫合傷口，擦下藥膏，四、五日後創愈，一月就已平復。但麻沸散與外科手法已经失传。華佗是醫史上公認第一位使用麻醉藥來麻醉病人，然後進行外科手術的醫師，同時也是中國第一位將手術刀組在使用之前用火來殺菌消毒，平時不用時浸泡在酒水裡的醫生。
吳普一直學習，活到九十多歲，耳目仍然聰敏，牙齒完整。

## 病例
《三国志》原文中有十六则病例（包括《後漢書》中所載七則），裴註另外引述《佗别传》所載五则，連同其他文献中的五则，共二十六则病例。
華佗的行醫事蹟中，以關羽「刮骨療毒」最為膾炙人口，但事實上是源於《三國演義》的虛構故事。《三國志》中確有關羽手臂中箭，刮骨療毒的記載，但在史實中，當時華佗早已為曹操所殺，執刀刮骨者並非華佗。

## 評價
《三國志》評曰：「華佗之醫診，杜夔之聲樂，朱建平之相術，周宣之相夢，管輅之術筮，誠皆玄妙之殊巧，非常之絕技矣。昔史遷著扁鵲、倉公、日者之傳，所以廣異聞而表奇事也。故存錄云爾。」
《後漢書》记载荀彧曾说：「佗方術實工，人命所懸，宜加全宥。」
近代人們多用神醫華佗稱呼他，又以「華佗再世」、「元化重生」稱譽有傑出醫術的醫師。

## 質疑
陳寅恪認為，華佗本身就是個神話故事，華佗二字的上古音[ɡʷraːs l̥ʰaːl]與印度藥神「阿伽陀」音近。故「當時民間比附印度神話故事，因稱為華佗，實以藥神目之。」而且他的病例原型來自於印度佛教傳說，「其有神話色彩，似無可疑。」認為這個故事與「曹沖稱象」一樣，都是印度的舶來品。華佗這個人可能真有其人，但他的醫學傳奇是虛構的。
于赓哲认为华佗动手术确有其事，因为：一，华佗之前已有原始手术；二，对华佗手术的描写比原始手术精细，且和现代外科术有相对应处，对于不懂手术的后人来说很难伪造。在华佗健在时很可能就已属医家另类，因此失传也是意料之中。

## 後世紀念

### 典故
- 「華佗再世」：華佗以醫術高超聞名，後世讚他醫術高明，有如華佗再度來到人世。也作「華佗再生」、「元化重生」。
- 「華佗再世也醫不好」：這則代表某人已病入膏肓，再醫術高明的醫生都會無能為力。

### 安奉
- 墓塜

世傳華佗墓於安徽亳州、江蘇徐州和河南許昌各有一座，其中有衣冠塜者。亳州為華佗故鄉；徐州為華佗本籍（原彭城）及遊學、行醫之地；許昌為華佗喪生之地，許昌之墓於1993年經許昌市人民政府列為市級文物保護單位。
- 廟祠

徐州華佗墓曾於明永樂年間重修，同時於墓北建造「華佗庵」供奉華佗神像。信徒建有華佗廟，或配祀華佗像，道教尊為「青囊濟世華真人」、「神功妙手華真人」，信眾尊稱華佗仙師、華佗仙翁、「華佗神醫」等。臺灣有許多廟宇奉祀華佗，如台北市艋舺龍山寺、高雄市新庄仔天公廟等。
- 紀念館

安徽亳州永安街中段路北建有華祖庵，1962年增設「華佗紀念館」，由郭沫若題寫館名。1980年經維修，次年（1981）正式列為省級重點文物保護單位。該紀念館介紹華佗一生事跡，並特別展示了華佗施行外科手術之工具及過程資料。

### 形象

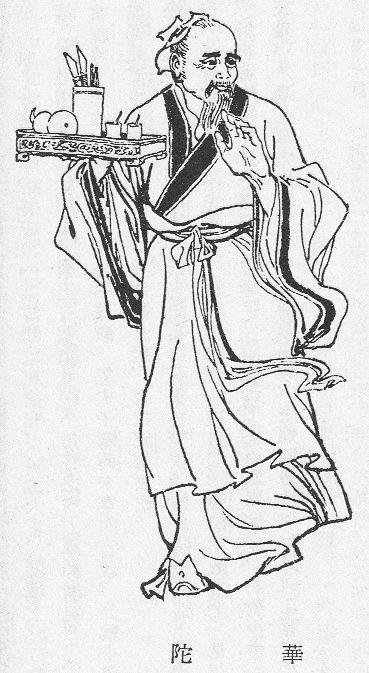
清代《三国演义》绣像中的華佗
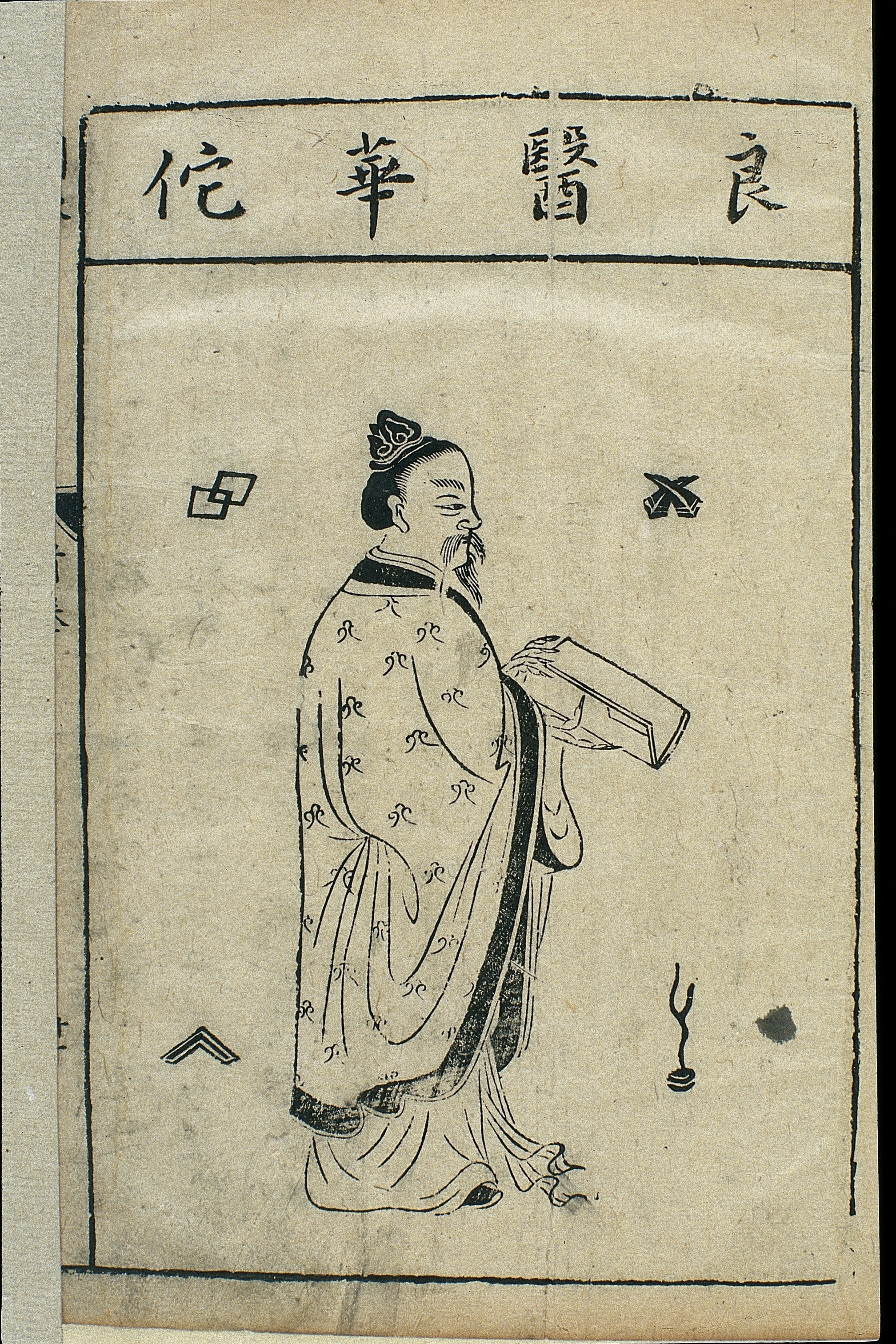
万历刻本《本草蒙筌》卷首载“历代名医图”中的华佗像，转绘自《医学源流》
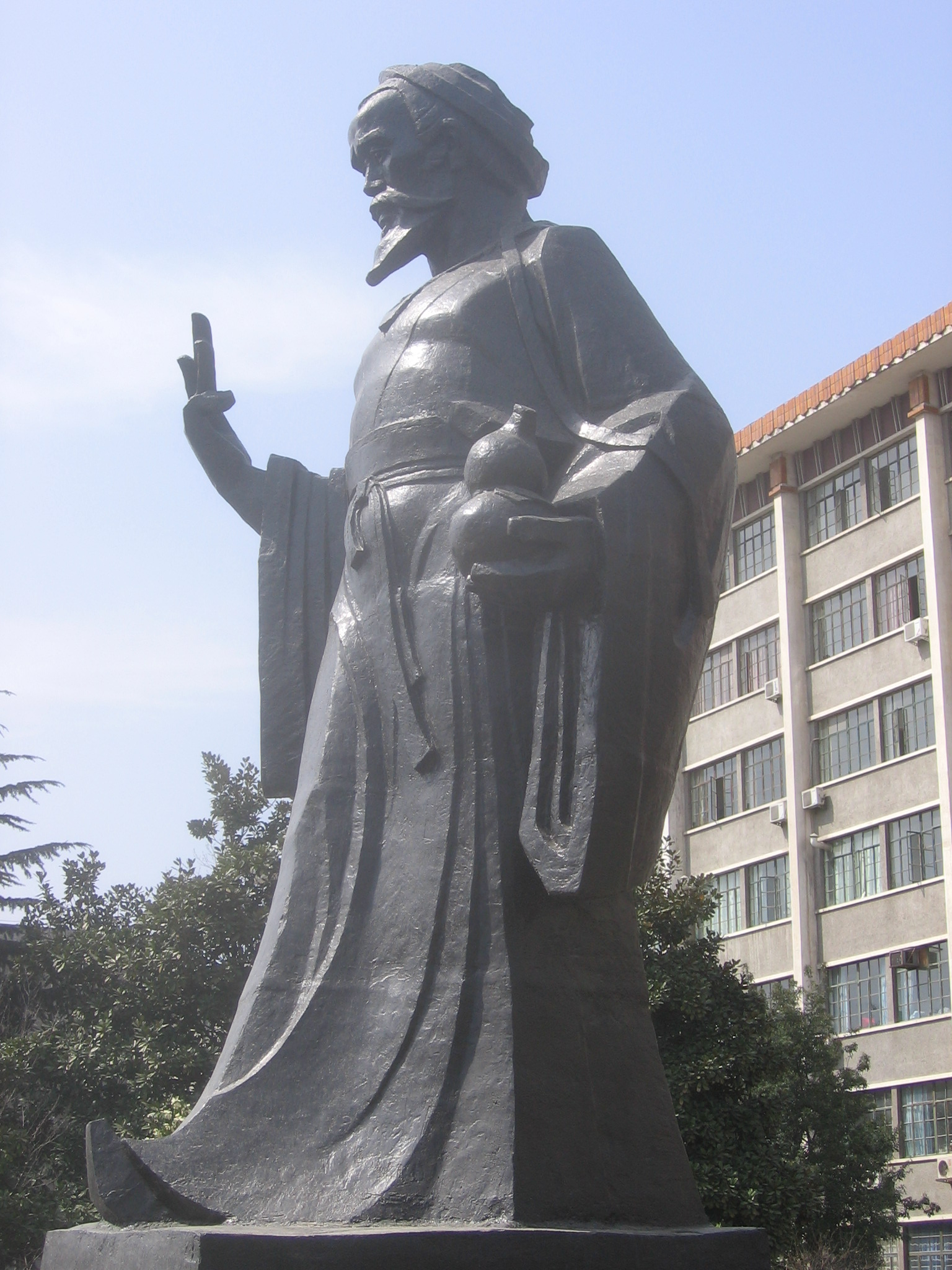
位于安徽合肥的安徽中医大學的華佗塑像
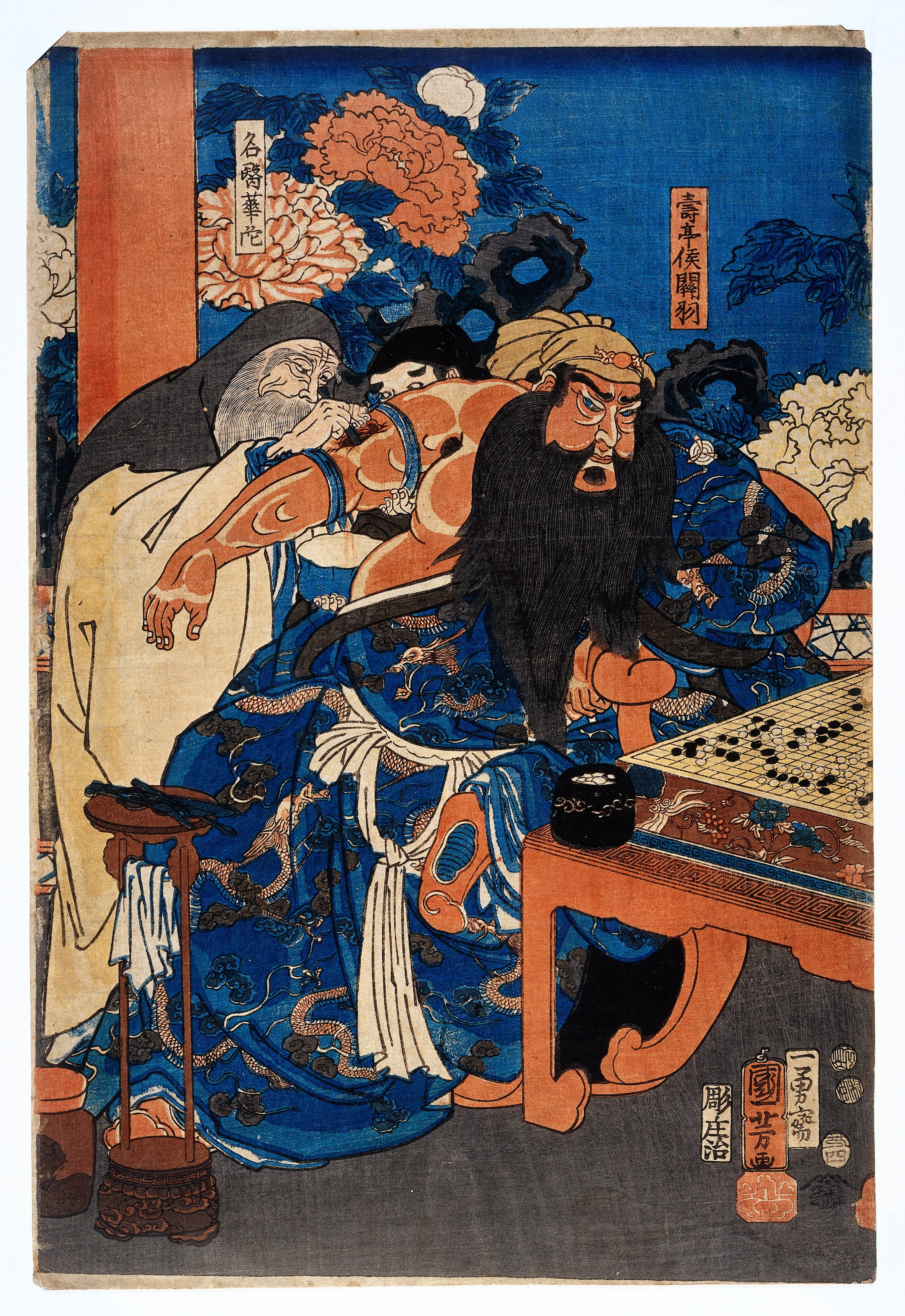
歌川國芳浮世繪「刮骨療毒」，左側為華佗
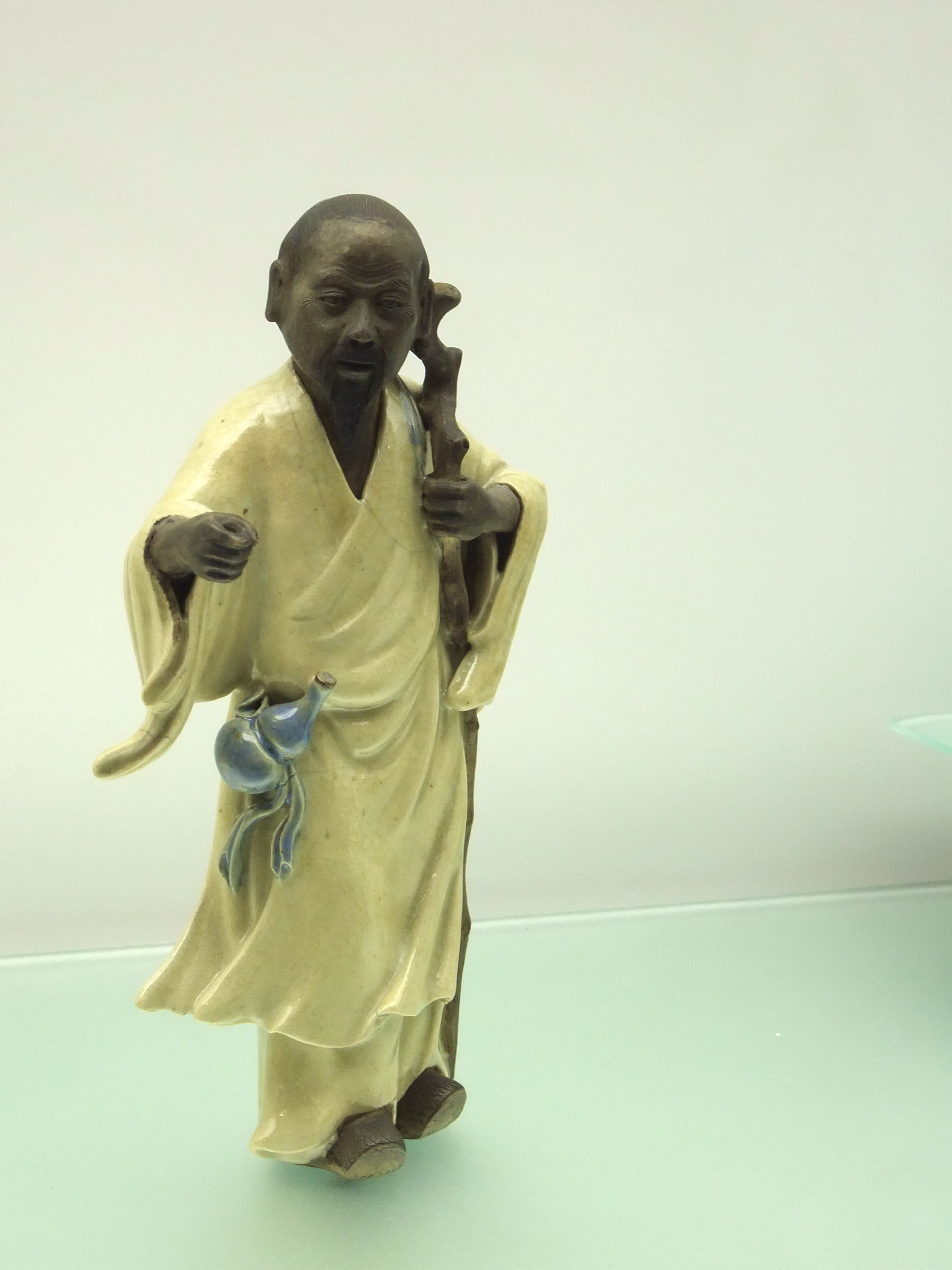
華佗塑像(香港藝術館展品)
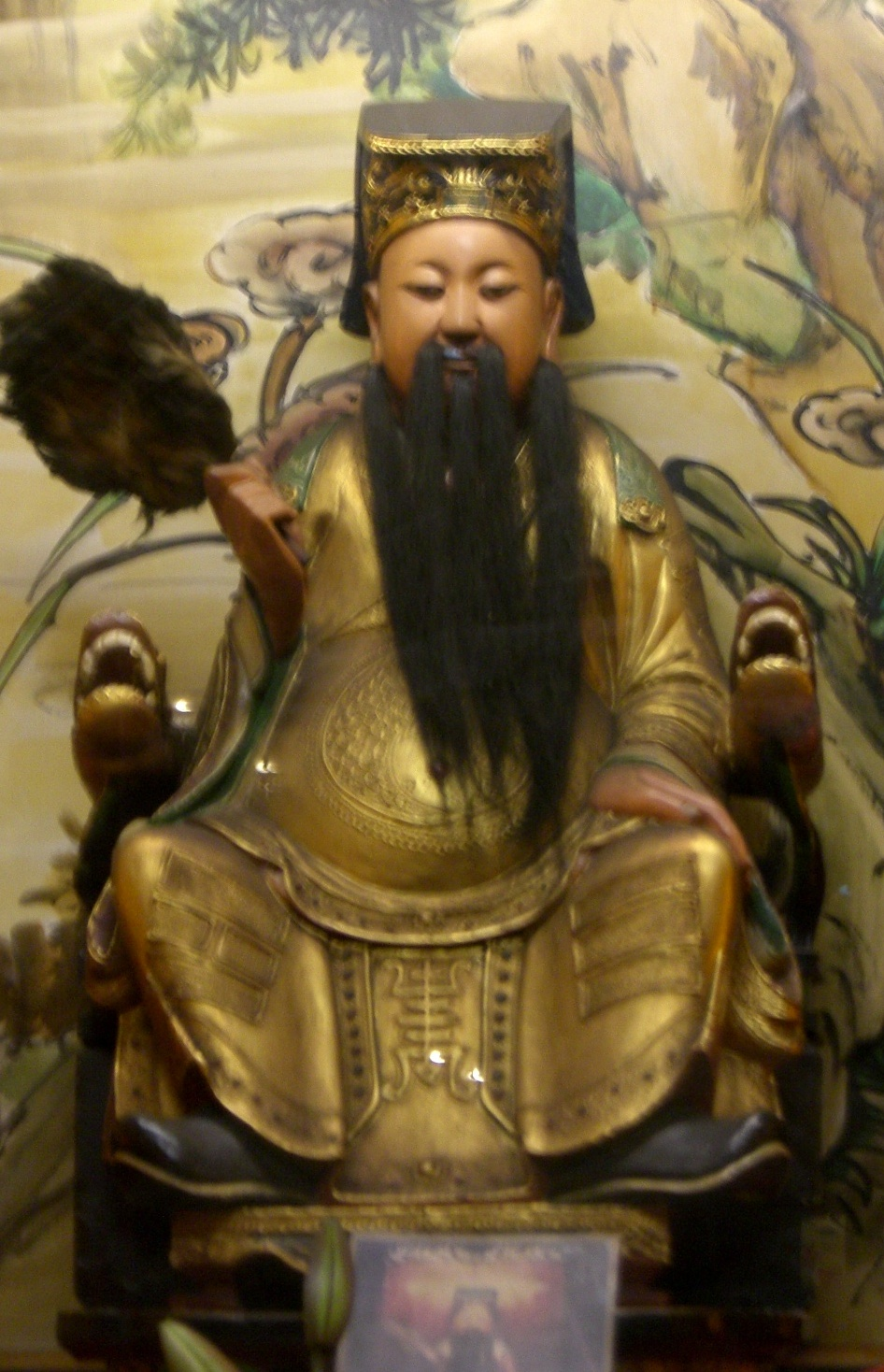
艋舺龍山寺華佗廳

## 藝術形象

### 藝文作品

#### 《三國演義》的描述
《三国演义》共有三處描述華佗的事蹟：
- 第十五回中描述華佗醫治周泰戰傷的過程：周泰守宣城时被山賊半夜來襲，為保護年幼的孙权逃走，身中十二枪，金疮发胀，命在旦夕。郡吏虞翻向孙策推荐华佗救治周泰，當中描述华佗「童顏鶴髮，飄然有出世之姿」。周泰經华佗用藥，一個月後痊癒。孫策以厚禮答謝華佗。[24]
- 第七十五回中描述華佗為關羽治療箭毒的過程：關羽在樊城之戰中被曹仁軍士以毒箭射中右臂，箭毒入骨，不能活動。華佗「方巾闊服，臂挽青囊」前往關羽營中，為關羽刮骨療毒。關公痊癒後設席款待華佗。華佗堅拒關羽所贈的黃金百兩，留下外用藥物一帖後離去。[15]
- 第七十八回中描述華佗為曹操診治頭痛病，被曹操下獄而死的過程：關羽死後，曹操因為砍伐梨樹興建新宮，被樹神在夢中驚嚇，醒後頭痛難忍，經華歆推荐召來華佗診治。華佗看後建議用利斧砍開腦袋，取出腦中「風涎」根治疾病。曹操疑心華佗欲藉此殺死自己為關羽報仇，不聽賈詡勸諫，把華佗下獄拷問。華佗死前向獄卒「吳押獄」贈送《青囊書》，結果醫書被吳押獄妻子燒毀。吳押獄僅搶回一兩頁，當中記有閹割雞和豬等小手術。[25]

歷史上周泰於宣城作戰受傷之事見於《三國志》，但僅記載他「身被十二創，良久乃蘇」，也沒有提及被華佗所救治；為關羽刮骨療毒亦非華佗所為（當時華佗已去世）；為曹操診治頭痛之事則被《演義》推遲時間並作改編。後世作品對華佗事蹟的描繪，多受到《三国演义》影響。

#### 其他作品
- 1983年电影《华佗与曹操》：郑乾龙饰演华佗
- 1994年电视剧《三国演义》：王忠信饰演华佗
- 1996年电视剧《關公》：歐陽龍饰演华佗
- 2000年电视剧《医神华佗》：林文龍饰演华佗
- 2004年电视剧《神医华佗》：庹宗华饰演华佗
- 2009年电视剧《终极三国》: 曾子余饰演华佗
- 2010年电视剧《三国》：蔡军饰演华佗
- 2012年电视剧《回到三国》：蔡康年
- 2015年电视剧《半為蒼生半美人》：何晟铭饰演华佗
- 2017年电视剧《军师联盟》：许还山饰演华佗
- 2017年網路剧《终极三国2017》: 夏志远饰演华佗

### 動漫遊戲
- 三國志系列（電玩）
- 少年华佗（動畫）
- 《火鳳燎原》 (陳某): 於長安風雲篇登場，醫術承於「南華八怪」之于吉，曾為郭嘉、曹操、呂布、小孟(貂蟬)和陳登等診治
- 《真·三國無雙 起源》：有位名為“元化”（華佗的字）的角色，但是外貌設定上過於年輕不合史實。

## 延伸阅读
[在维基数据编辑]
 《後漢書/卷82下》，出自范晔《後漢書》
 《三國志·卷29》，出自陳壽《三國志》
 在维基共享资源阅览影像、分类